# Georg Fischer
Georg Fischer (ur. 10 listopada 1960 w Kelheim) – niemiecki biathlonista i biegacz narciarski, reprezentujący też RFN, wicemistrz świata.

## Kariera
W zawodach Pucharu Świata zadebiutował 24 stycznia 1985 roku w Anterselvie, zajmując 21. miejsce w biegu indywidualnym. Tym samym już w debiucie zdobył pierwsze punkty. Nigdy nie stanął na podium indywidualnych zawodów tego cyklu, jednak dwukrotnie zwyciężał w sztafetach: 25 stycznia 1987 roku w Ruhpolding i 20 marca 1988 roku w Jyväskylä. Indywidualnie najwyższą lokatę zajął 14 marca 1987 roku w Lillehammer, gdzie był piąty w sprincie. Najlepsze wyniki osiągnął w sezonie 1986/1987, kiedy zajął 16. miejsce w klasyfikacji generalnej.
Na mistrzostwach świata w Feistritz w 1989 roku wspólnie z Franzem Wudym, Herbertem Fritzenwengerem i Fritzem Fischerem wywalczył srebrny medal w biegu drużynowym. Na tej samej imprezie zajął także 39. miejsce w sprincie. Ponadto podczas rozgrywanych dwa lata wcześniej mistrzostw świata w Lake Placid rywalizację w sprincie ukończył na siedemnastej pozycji.
Brał też udział w biegach narciarskich w igrzyskach olimpijskich w Calgary w 1988 roku, zajmując 34. miejsce na dystansie 50 km stylem klasycznym i siódme w sztafecie.
Jest bratem Fritza Fischera.

## Osiągnięcia (biathlon)

### Mistrzostwa świata
| Rok  | Miejscowość | Konkurencje | Konkurencje | Konkurencje | Konkurencje | Konkurencje | Konkurencje | Konkurencje |
| Rok  | Miejscowość | IN          | SP          | PU          | MS          | RL          | MR          | SR          |
| ---- | ----------- | ----------- | ----------- | ----------- | ----------- | ----------- | ----------- | ----------- |
| 1987 | Lake Placid | –           | 17.         | nd.         | nd.         | –           | nd.         | –           |
| 1989 | Feistritz   | –           | 39.         | nd.         | nd.         | –           | nd.         | –           |

### Puchar Świata

#### Miejsca w klasyfikacji generalnej
| Sezon     | Miejsce |
| --------- | ------- |
| 1984/1985 | 57.     |
| 1986/1987 | 16.     |
| 1987/1988 | 36.     |
| 1988/1989 | 44.     |
| 1989/1990 | -       |
| 1990/1991 | -       |

#### Miejsca na podium chronologicznie
Fischer nigdy nie stanął na podium indywidualnych zawodów PŚ.

## Osiągnięcia (biegi narciarskie)

### Igrzyska olimpijskie
| Miejsce | Dzień     | Rok  | Miejscowość | Konkurencja             | Czas biegu | Strata  | Zwycięzca  |
| ------- | --------- | ---- | ----------- | ----------------------- | ---------- | ------- | ---------- |
| 7.      | 22 lutego | 1988 | Calgary     | Sztafeta 4 × 10 km      | 1:43:58,6  | +4:07,4 | Szwecja    |
| 34.     | 27 lutego | 1988 | Calgary     | 50 km stylem klasycznym | 2:04:30,9  | +9:00,4 | Gunde Svan |